# Oenone Wood
Oenone Wood  (Newcastle, 24 september 1980) is een Australisch voormalig wielrenster. Ze had een groot aandeel in de olympische titel van Sara Carrigan in 2004 door in een achtervolgend groepje goed afstopwerk te verrichten. Zelf wist ze in die race nog als vierde te finishen. Zowel in 2004 als in 2005 won Wood de Wereldbeker. In 2008 nam ze afscheid van de wielersport om meer tijd door te brengen met haar gezin in Australië.

## Voornaamste prestaties
2003
- 2e etappe Geelong Tour

2004
- Trofeo Alfredo Binda-Comune di Cittiglio
- Australisch kampioenschap tijdrijden
- Australisch kampioenschap op de weg
- WB-wedstrijd Australia World Cup
- 2e etappe Geelong Tour
- eindklassement Geelong Tour
- Trofeo Citta di Rosignano / Giro Frazioni
- Souvenir Magali Pache
- 1 etappe Ronde van Italië
- 4e Olympische Spelen wegwedstrijd
- 6e Olympische Spelen individuele tijdrit
- Wereldbeker
- Bay Cycling Classic

2005
- Australisch kampioenschap tijdrijden
- 2e etappe Geelong Tour
- 4e etappe Geelong Tour
- eindklassement Geelong Tour
- 1e etappe Tour de l'Aude Cycliste Féminin
- 3e etappe Tour de l'Aude Cycliste Féminin
- 6e etappe Tour de l'Aude Cycliste Féminin
- 1e etappe deel b Le Tour du Grand Montréal
- 2e etappe Le Tour du Grand Montréal
- eindklassement Le Tour du Grand Montréal
- Wereldkampioenschap op de weg
- Wereldbeker
- Bay Cycling Classic

2006
- Eindklassement Geelong Tour
- Gemenebestspelen tijdrijden
- Gemenebestspelen
- Gran Prix International Dottignies
- 7e etappe deel a Tour de l'Aude Cycliste Féminin
- 8e etappe ronde van Italië
- Sparkassen Giro Bochum

2007
- 2e etappe Tour of New Zealand
- 3e etappe Tour of New Zealand
- Trofeo San Isidro
- Trofeo Xerox Ega
- 4e etappe Le Tour du Grand Montréal
- 5e etappe Le Tour du Grand Montréal
- eindklassement Le Tour du Grand Montréal

2008
- Australisch kampioenschap op de weg
- 2e etappe Tour of New Zealand
- 4e etappe Tour of New Zealand

## Ploegen
- 2005-Equipe Nürnberger Versicherung
- 2006-Equipe Nürnberger Versicherung
- 2007-Team T-Mobile Women
- 2008-Team Columbia Women